# 微型存储器
微储，泛指微型存储器，IT硬件行业的一种微型的存储设备或元件。
现代存储设备日新月异，普通机械硬盘因为读写速度慢、体积大、能耗高、抗冲击能力差、易于震动損坏等弊端，逐步被新式的微型存储器取代。具有代表性的例如SSD固态硬盘、mSATA硬盘、SD卡等，朝向高读写速度、高性能、小体积、小功耗发展，例如NGFF存储卡、工业级的DOM盘、PCI-E存储卡等，都是微储设备的代表，并将极大的提升电子计算机的性能。诸如大型数据存取，普通计算机用户运行大型游戏或软件等，都将带来本质的高速性能体验。